# Astrophytum coahuilense
Astrophytum coahuliense (укр. Астрофітум коауїльський) — рослина з роду астрофітум родини кактусових. Росте ізольовано від інших видів астрофітумів.

## Зовнішній вигляд
Стебло сіро-зелене, спочатку кулясте, з віком колоноподібне, без бічних пагонів, повністю вкрите товстим шаром сірувато-білих цяток. Найбільші екземпляри, знайдені в природі у віці до 150 років, досягають 50 см заввишки і понад 20 см в діаметрі. У старих рослин у нижній частині стебла часто спостерігаються глибокі поперечні борозни. Ребра (завжди 5) спочатку гострі, згодом округлі з хвилястими краями. Ареоли сильно виділяються тільки після цвітіння. Квіти жовті, з помаранчевою або рожевою серединою, 5–7 см в діаметрі. Плоди червоні, розкриваються в нижній частині, містять велику кількість темно-коричневого насіння, розмір 2–3 мм.
Ареал: північ Мексики (Коауїла, між Паррасій і Віско).
Сьогодні, багато хто з авторів представляють думку, що Astrophytum coahuilense — просто варитет або дійсно тільки форма Astrophytum myriostigma. Astrophytum coahuilense в його безколючковій формі і, в основному, з п'ятьма ребрами дійсно дивовижно схожий із Astrophytum myriostigma. Однак, він різниться у всіх характеристиках щодо квітки, плоду, насіння і ембріона, які запозичені у всіх деталях від Astrophytum capricorne.